# ميلوس فيدوفيتش
ميلوس فيدوفيتش هو لاعب كرة قدم صربي في مركز الوسط، ولد في 3 أكتوبر 1989 في كراغوييفاتس في صربيا. لعب مع نادي أولمبيك سراييفو ونادي رادنيتشكي سبليت.

## وصلات خارجية
- ميلوس فيدوفيتش على موقع قاعدة بيانات كرة القدم.إي يو (الإنجليزية)
- ميلوس فيدوفيتش على موقع Soccerway.com (الإنجليزية)
- ميلوس فيدوفيتش على موقع عالم كرة القدم.نت (الإنجليزية)